# Falcon Films
Falcon Films, Inc. war eine kurzlebige US-amerikanische Filmproduktionsgesellschaft. Zwischen 1948 und 1950 entstanden drei Kurzdokumentarfilme.

## Geschichte
Falcon Films wurde 1947 von Galeristin und Kuratorin Alice „Ala“ Story (1907–1972) und ihrer Lebensgefährtin, der Sammlerin und Philanthropin Margaret Mallory (1911–1998), gegründet. Sitz der Firma war New York City. Es war die erste Filmproduktionsgesellschaft in den Vereinigten Staaten, die 16 mm-Dokumentarfilme in Farbe und Ton produzierte. Anlässlich der Ankündigung des ersten Films Henry Moore fasste die Zeitung Hartford Courant das Programm der neuen Firma zusammen:

“They are preparing Film-Art-Exhibitions, 16 mm documentary films on contemporary and traditional art events. They are designed primarily for institutions and groups whose geographical limitations remove them from art centers.”

„Sie bereiten Film-Kunst-Ausstellungen, 16-mm-Dokumentarfilme zu zeitgenössischen und traditionellen Kunstereignissen vor. Sie richten sich in erster Linie an Institutionen und Gruppen, deren geografische Grenzen sie von Kunstzentren fernhalten.“

Falcon Films produzierte zwischen 1948 und 1950 nachweislich drei Dokumentarfilme, die durch A.F. Films (später Film Images) unter der Leitung von Rosalind Kossoff vertrieben wurden. Umgesetzt wurden die Filme ganz wesentlich durch Erica Anderson, die für Falcon Films als Chef-Kamerafrau, Regisseurin und teilweise auch als Cutterin fungierte.
Anderson widmete sich nach 1950 zunehmend dem Leben und Wirken Albert Schweitzers, den sie in der Folge auch filmisch begleitete. Frühe Aufnahmen entstanden dabei noch für Falcon Films, mündeten jedoch nicht in einem neuen Werk. Anderson arbeitete stattdessen mit Jerome Hill, mit dem sie bereits für Falcon Films kooperiert hatte, unter dem Produktionslabel Hill & Anderson Productions; ihr gemeinsamer Dokumentarfilm Albert Schweitzer gewann 1958 einen Oscar als Bester Dokumentarfilm. Ala Story wiederum übernahm 1952 die Leitung des Santa Barbara Museum of Art, gab den Posten jedoch in Folge eines Burn-out 1957 ab und widmete sich in den Folgejahren Reisen unter anderem nach Afrika.

## Werke
Der erste von Falcon Films produzierte Dokumentarfilm wurde der 22-minütige Kurzfilm Henry Moore mit James Johnson Sweeney als Erzähler, der im Rahmen der ersten Retrospektive Henry Moores im Museum of Modern Art in New York ab Dezember 1946 entstand und 1948 erschien. Er trug wesentlich dazu bei, den damals in den USA weniger bekannten Künstler einem größeren Publikum vorzustellen. Im Film, den die Kritik als „Filmvorlesung“ („film-lecture“) bezeichnete, werden Moores Werke aus verschiedenen Blickwinkeln und in verschiedenen Lichtverhältnissen gezeigt, was „die besonderen Eigenschaften der verschiedenen Materialien hervorhebt, die Henry Moore bevorzugt – Holz, Stein und Metall.“ Auch technisch sei der Filme „eine wunderschöne Leistung“, urteilte die Kritik.
Im Jahr 1948 erschien der zweite Kurzfilm von Falcon Films, French Tapestries Visit America. Als Erzähler fungierte Meyric Rodgers. Der 30-minütige Farbfilm zeigte die teilweise fünf Jahrhundert alten Wandteppiche, die als Leihgabe von der französischen Regierung an Bord der Georges Leygues in den Vereinigten Staaten ankommen und für eine Ausstellung im Metropolitan Museum of Art und im Art Institute of Chicago vorbereitet werden. Es folgt ein genauer Blick auf die Wandteppiche und die Muster und Darstellungen, wobei die Erläuterungen des Erzählers von historischer französischer Musik unterlegt sind. Der Film sei „offensichtlich für den Kunstunterricht von großem Interesse und würde auch einen angemessenen Platz im Programm fast jeder Diskussionsgruppe für Erwachsene finden“, urteilte das National Board of Review. Original-, Negativ- und Masteraufnahmen des Films sind Teil der Erica Anderson Collection der Syracuse University.
Ala Story unterstützte die Vertreterin der Naiven Kunst, Malerin Anna Mary Moses, genannt Grandma Moses, deren Werke sie sammelte und die sie während ihrer Zeit als Leiterin des American British Art Center auch in Ausstellungen präsentiert hatte. Bereits 1947 hatte Erica Anderson begonnen, Grandma Moses filmisch zu begleiten. Ihre Aufnahmen wurden von Regisseur Jerome Hill übernommen und mit eigenem Filmmaterial kombiniert. Es entstand der 24-minütige Kurzfilm Grandma Moses, den erneut Falcon Films produzierte. Anderson wurde als Kamerafrau geführt, während als Regisseur ausschließlich Hill genannt wurde. Als Erzähler des Films fungierte Dichter Archibald MacLeish. Grandma Moses erschien 1950 und wurde zu einem populären Dokumentarfilm der 1950er-Jahre. Falcon Film wurde für Grandma Moses 1951 für einen Oscar in der Kategorie Bester Kurzfilm nominiert.

## Filmografie
- 1948: Henry Moore
- 1948: French Tapestries Visit America
- 1950: Grandma Moses

## Auszeichnung
- 1951: Oscar-Nominierung, Bester Kurzfilm (Two Reel), für Grandma Moses